# Lista celor mai apropiate galaxii
Aceasta este o listă a galaxiilor cunoscute, aflate la o distanță maximă de 3,59 de megaparseci (11,7 milioane de ani-lumină) de Sistemul solar, ordonate crescător după distanță.
Această listă reflectă cunoștințele prezente:
- Nu toate galaxiile aflate pe o rază de 3,59 Mpc au fost descoperite. Galaxii pitice apropiate sunt descoperite mereu, iar cele aflate dedesubtul planului central al Căii Lactee sunt foarte greu de deosebit. Există și posibilitatea ca orice galaxie să acopere pe o alta (pe altele) aflată (aflate) în spatele său.

Măsurarea distanțelor intergalactice este marcată de incertitudine. Datele listate sunt rezultatele mai multor măsurători, iar unele dintre ele pot avea erorile proprii.

## Listă
| #    |     | Galaxie                                            | Tip            | Depărtare de Terra  | Depărtare de Terra  | Magnitudine | Magnitudine | Membru al grupului           | Note                                                                      |
| #    | Mal | Galaxie                                            | Tip            | Mpc                 | M                   | m           |             | Membru al grupului           | Note                                                                      |
| ---- | --- | -------------------------------------------------- | -------------- | ------------------- | ------------------- | ----------- | ----------- | ---------------------------- | ------------------------------------------------------------------------- |
| 1    |     | Calea Lactee                                       | SBbc           | 0,027               | 0,008               | −20,8       | n/a         | Grupul Local                 | Galaxia în care se află Pământul                                          |
| 2    |     | Galaxia Pitică din Câinele Mare                    | Irr (disputat) | 0.025               | 0,008               | −14,5       | 23,3        | Grupul Local                 | Satelit al Căii Lactee (acreție a Căii Lactee)                            |
| 3    |     | Galaxia Pitică din Săgetătorul SagDEG              | dSph/E7        | 0,081               | 0,024               | −12.67      | 4.5         | Grupul Local                 | Satelit al Căii Lactee (acreție parțială a Căii Lactee)                   |
| 4    |     | Galaxia Ursa Major II                              | dSph           | 0,098               | 0,030               | −4,2        | 14,3        | Grupul Local                 | Satelit al Căii Lactee (acreție a Căii Lactee)                            |
|      |     | Marele Nor al lui Magellan (MNM)                   | Irr/SB(s)m     | 0,163               | 0,050               | −17,93      | 0,9         | Grupul Local                 | Satelit al Căii Lactee                                                    |
| 5    |     | Galaxia Pitică din Boarul (Boötes I)               | d Sph          | 0,197               | 0,060               | −5,8        | 13,1        | Grupul Local                 | Satelit al Căii Lactee                                                    |
| 6    |     | Micul Nor al lui Magellan (SMC, NGC 292)           | SB(s)m pec     | 0,206               | 0,063               | −16,35      | 2,7         | Grupul Local                 | Satelit al Căii Lactee                                                    |
| –    |     | Galaxia Pitică din Ursa Mică                       | dE4            | 0.206               | 0.063               | −7.13       | 11.9        | Grupul Local                 | Satelit al Căii Lactee                                                    |
| 8    |     | Galaxia Pitică din Dragonul (DDO 208)              | dE0 pec        | 0.258               | 0.079               | −8.74       | 10.9        | Grupul Local                 | Satelit al Căii Lactee cu o cantitate mare de materie întunecată          |
| *    |     | NGC 2419                                           | Glob Clus      | 0.275               | 0.084               | −9.5/−11 ?  | 9/10.4 ?    |                              | Brightest remote MW globular cluster                                      |
| 9    |     | Sextans Dwarf Sph                                  | dSph           | 0.281               | 0.086               | −7.98       | 12          | Grupul Local                 | Satelit al Căii Lactee                                                    |
| 10   |     | Sculptor Dwarf (E351-G30)                          | dE3            | 0.287               | 0.088               | −9.77       | 10.1        | Grupul Local                 | Satelit al Căii Lactee                                                    |
| 11   |     | Ursa Major I Dwarf (UMa I dSph)                    | dSph           | 0.330               | 0.10                | −6.75       | ?           | Grupul Local                 | Satelit al Căii Lactee                                                    |
| —    |     | Galaxia Pitică din Carena (E206-G220)              | dE3            | 0.330               | 0.10                | −8.97       | 11.3        | Grupul Local                 | Satelit al Căii Lactee                                                    |
| 13   |     | Fornax Dwarf (E356-G04)                            | dSPh/E2        | 0.46                | 0.14                | −11.5       | 9.28        | Grupul Local                 | Satelit al Căii Lactee                                                    |
| 14   |     | Leo II Dwarf (Leo B, DDO 93)                       | dE0 pec        | 0.701               | 0.215               | −9.23       | 12.45       | Grupul Local                 | Satelit al Căii Lactee                                                    |
| 15   |     | Leo I Dwarf (DDO 74)                               | dE3            | 0.820               | 0.25                | −10.97      | 11.18       | Grupul Local                 | Satelit al Căii Lactee                                                    |
| 16   |     | Leo T Dwarf                                        | G              | 1.370               | 0.42                |             | 16          | Grupul Local                 | Satelit al Căii Lactee?                                                   |
| 17   |     | Phoenix Dwarf Galaxy (P 6830)                      | IAm            | 1.44                | 0.44                | −10.22      | 13.07       | Grupul Local                 | Satelit al Căii Lactee                                                    |
| 18   |     | Galaxia lui Barnard (NGC 6822)                     | IB(s)m IV-V    | 1.630               | 0.50                | −15.22      | 9.32        | Grupul Local                 | Satelit al Căii Lactee                                                    |
| *    |     | MGC1                                               | Glob Clus      | 2                   | 0.615               | −9.2        |             | Grupul Local                 | Isolated cluster at ~200 kpc from M31                                     |
| 19   |     | NGC 185                                            | dE3 pec        | 2.010               | 0.62                | −14.76      | 9.99        | Grupul Local                 | Satelit al Galaxiei Andromeda                                             |
| 20   |     | Andromeda II                                       | dE0            | 2.130               | 0.65                | −9.33       | 15.10       | Grupul Local                 | Satelit al Galaxiei Andromeda                                             |
| 21   |     | IC 10 (UGC 192)                                    | dIrr IV/BCD    | 2.2                 | 0.67                | −15.57      | 12.2        | Grupul Local                 | Satelit al Galaxiei Andromeda                                             |
| 22   |     | NGC 147 (DDO 3)                                    | dE5 pec        | 2.200               | 0.68                | −14.9       | 10.36       | Grupul Local                 | Satelit al Galaxiei Andromeda                                             |
| 23 ? |     | Leo A (Leo III, DDO 69)                            | IBm V          | 2.250?              | 0.80?               | −11.68?     | 12.92       | Grupul Local                 | Satelit al Căii Lactee                                                    |
| 24   |     | IC 1613 (UGC 668)                                  | IAB(s)m V      | 2.350               | 0.72                | −14.51      | 9.92        | Grupul Local                 | Satelit al Galaxiei Andromeda                                             |
| 25   |     | Andromeda I                                        | dE3 pec        | 2.430               | 0.75                | −10.87      | 13.9        | Grupul Local                 | Satelit al Galaxiei Andromeda                                             |
| 26   |     | Andromeda III                                      | dE2            | 2.440               | 0.75                | −9.30       | 15.20       | Grupul Local                 | Satelit al Galaxiei Andromeda                                             |
| 27   |     | Cetus Dwarf                                        | dSph/E4        | 2.460               | 0.75                | −10.18      | 14.4        | Grupul Local                 | Satelit al Galaxiei Andromeda                                             |
| 28   |     | M32 (NGC 221)                                      | E2             | 2.480;              | 0.76                | −15.96      | 8.73        | Grupul Local                 | Close Satellite of Andromeda                                              |
| 29   |     | Cassiopeia Dwarf (Cas dSph, Andromeda VII)         | dSph           | 2.490               | 0.76                | −11.67      | 13.65       | Grupul Local                 | Satelit al Galaxiei Andromeda                                             |
| 30   |     | Andromeda IX                                       | dE             | 2.500               | 0.77                | −7.5        | ?           | Grupul Local                 | Satelit al Galaxiei Andromeda                                             |
| —    |     | LGS 3                                              | dIrr/dSph      | 2.510               | 0.77                | −7.96       | 16.18       | Grupul Local                 | Satelit al M33                                                            |
| —    |     | Andromeda V                                        | dSph           | 2.52                | 0.77                | −8.41       | 16.67       | Grupul Local                 | Satelit al Galaxiei Andromeda                                             |
| 33   |     | Galaxia Pitică Sferoidală din Pegas (Andromeda VI) | dSph           | 2.55                | 0.78                | −10.80      | 14.05       | Grupul Local                 | Satelit al Galaxiei Andromeda                                             |
| 34   |     | Andromeda VIII                                     | dSph           | 2.56??              | ?                   | ?           | ?           | Grupul Local                 | Tidally distorted dwarf close to Andromeda descoperită în 2003            |
| —    |     | Galaxia Andromeda (M31)                            | SA(s)b         | 2.56                | 0.79                | −21.58      | 4.17        | Grupul Local                 | Cea mai mare galaxie din Grupul Local, cu cel puțin 19 de galaxii satelit |
| 36   |     | Galaxia Triunghiului (M33)                         | SAc            | 2.64                | 0.81                | −18.87      | 6.19        | Grupul Local                 | Most distant (difficult) naked eye object                                 |
| 37   |     | M110 (NGC 205)                                     | E6p            | 2.69                | 0.83                | −16.15      | 8.72        | Grupul Local                 | Close Satellite of Andromeda                                              |
| 38   |     | Andromeda XXI                                      |                | 2.8                 | 0.86                | −9.9        |             | Grupul Local                 | Satelit al Galaxiei Andromeda                                             |
| 38   |     | Andromeda XXII                                     |                |                     |                     |             |             | Grupul Local                 | Satelit al Galaxiei Andromeda                                             |
| 39   |     | Tucana Dwarf                                       | dE5            | 2.87                | 0.88                | −9.16       | 15.7        | Grupul Local                 | Isolated group member — a 'primordial' galaxy                             |
| 40   |     | Andromeda X                                        | dSph           | 2.90??              |                     | −8.1        | 16.1        | Grupul Local                 | Galaxie satelit al Galaxiei Andromeda, descoperită în 2006                |
| 41   |     | Pegasus Dwarf Irregular (DDO 216)                  | dIrr/DSph      | 3.00                | 0.92                | −11.47      | 13.21       | Grupul Local                 | Satelit al Galaxiei Andromeda                                             |
| 42   |     | Andromeda XIX                                      |                | 3.04                | 0.933               | −9.3        |             | Grupul Local                 | Galaxie satelit al Galaxiei Andromeda, întinsă pe 1,7 kpc                 |
| 43   |     | Wolf-Lundmark-Melotte (WLM, DDO 221)               | Ib(s)m         | 3.16                | 0.97                | −14.06      | 11.03       | Grupul Local                 | Isolated member at the edge of the local group                            |
| 44   |     | Galaxia Pitică Neregulată din Săgetătorul (SagDIG) | IB(s)m V       | 3.39                | 1.04                | −11.49      | 15.5        | Grupul Local                 | Isolated group member                                                     |
| 45   |     | Galaxia Pitică Neregulată din Vărsătorul (DDO 210) | Im V           | 3.49                | 1.07 / 0.94         | −11.09      | 14.0        | Grupul Local                 | Isolated group member                                                     |
| 46   |     | UGC 4879 (VV124)                                   |                | 3.59                | 1.1                 | −11.5       |             | Grupul Local                 |                                                                           |
| 48   |     | Antlia Dwarf                                       | dE3.5          | 4.08                | 1.25                | −9.63       | 16.19       | Grupul Local                 | May have interacted with NGC 3109                                         |
| 47   |     | NGC 3109                                           | SB(s)m         | 4.24                | 1.30                | −15.68      | 10.39       | Grupul Local                 |                                                                           |
| —    |     | Sextans A (UGCA 205, DDO 75)                       | IBm            | 4.31                | 1.32                | −13.95      | 11.86       | Grupul Local                 | Isolated group member                                                     |
| 50   |     | Andromeda XVIII                                    |                | 4.42                | 1.355               | <-9.7       |             | Grupul Local                 |                                                                           |
| 51   |     | Sextans B (UGC 5373)                               | IM IV-V        | 4.44                | 1.44                | −14.08      | 11.85       | Grupul Local                 |                                                                           |
| 53   |     | KKh 060                                            | Ir             | 4.89                | 1.5                 |             | 18B         |                              |                                                                           |
| —    |     | KUG 1210+301B (KK98 127)                           | S..            | 4.89                | 1.5                 |             | 15.7        | between LG and M94           | Pair?                                                                     |
| 52   |     | HIZSS 003                                          | ?              | 5.5                 | 1.69                | −12.60      | 18B         | Far below the SG plane       | Hidden by the Milky Way                                                   |
| 57   |     | KKR 25                                             | Ir             | 6.07                | 1.86                | −9.94       | 17.0        |                              |                                                                           |
| —    |     | ESO 410-G005                                       | E3             | 6.33                | 1.94                | −11.60      | 14.85       | NGC 55 & 300                 |                                                                           |
| 59   |     | ESO 294-010                                        | dS0/Im         | 6.26                | 1.96                | −10.95      | 15.6        | NGC 55 & 300                 |                                                                           |
| 60   |     | IC 5152                                            | IA(s)m         | 6.42                | 1.97                | −15.56      | 11.06       | NGC 55 & 300 ?               | Remotely on the side of NGC 55                                            |
| 61   |     | GR 8 (DDO 155)                                     | ImV            | 6.95                | 2.13                | −12.14      | 14.65       | Inner edge of M94 Group      | "footprint galaxy"                                                        |
| 58   |     | KKR 03 (KK98 230)                                  | dwarf Irr      | 6.98                | 2.14                | −9.8        | 17.90       | Inner edge of M94 Group      |                                                                           |
| 62   |     | NGC 300                                            | SA(s)d         | 7.01                | 2.15                | −17.92      | 8.95        | Inner edge of Sculptor group | forms pair with NGC 55                                                    |
| 63   |     | NGC 55                                             | SB(s)m: sp     | 7.08                | 2.17                | −18.47      | 8.84        | Inner edge of Sculptor group | Forms pair with NGC 300                                                   |
| 64   |     | UGCA 438 (ESO 407-018)                             | IB(s)m pec:    | 7.24                | 2.22                | −12.92      | 13.86       | NGC 55 & 300                 |                                                                           |
| 68   |     | UGC 09128 (DDO 187)                                | ImIV-V         | 7.3                 | 2.24                | −12.47      | 14.38       | Inner edge of M94 Group      |                                                                           |
| 65   |     | IC 3104                                            | IB(s)m         | 7.40                | 2.27                | −14.85      | 13.63       |                              | On the way to Circinus galaxy                                             |
| 59   |     | IC 4662 (ESO 102- G 014)                           | IBm            | 7.96                | 2.44                | −15.56      | 11.74       |                              | On the way to Circinus galaxy                                             |
| 67   |     | KKh 98                                             | Irr            | 7.99                | 2.45                | −10.78      | 16.7        | IC 342/Maffei Group          |                                                                           |
| ??   |     | UGC 8508 (I Zw 060)                                | IAm            | 8.35?               | 2.69?               | −13.09      | 14.40       | M94 Group                    |                                                                           |
| 71   |     | KKh 086                                            | Ir             | 8.51                | 2.60                | −10.30      | 16.8        |                              | Isolated (M94/Cent A)                                                     |
| 72   |     | DDO 99 (UGC 06817)                                 | Im             | 8.61                | 2.64–3.9            | −13.52      | 13.4        | M94 Group                    |                                                                           |
| 69   |     | UGC 07577 (DDO 125)                                | Im             | 8.94                | 2.74                | −14.32      | 12.84       | M94 Group                    |                                                                           |
| 74   |     | UGC 9240 (DDO 190)                                 | IAm            | 9.10                | 2.80                | −14.19      | 13.25       | M94 Group                    |                                                                           |
| —    |     | Dwingeloo 1                                        | SB(s)cd        | 9.13                | 2.8                 | −18.78      | 19.8        | IC 342/Maffei Group          |                                                                           |
| —    |     | Maffei 2                                           | SAB(rs)bc      | 9.13                | 2.8                 | −20.15      | 14.77       | IC 342/Maffei Group          |                                                                           |
| 79   |     | UGCA 276 (DDO 113)                                 | Im             | 9.32                | 2.86                |             | 15.40       | M94 Group                    |                                                                           |
| 80   |     | NGC 4214 (UGC 07278)                               | IAB(s)m        | 9.58                | 2.94                |             | 10.24       | M94 Group                    | Starburst galaxy                                                          |
| 73   |     | UGCA 86                                            | SAB(s)m        | 9.65                | 2.96                |             | 13.5        | IC 342/Maffei Group          |                                                                           |
|      |     | NGC 4163                                           |                | 9.65                | 2.96                |             | 14.5        | M94 Group                    |                                                                           |
| 81   |     | Dwingeloo 2                                        | Im?            | 9.78                | 3.0                 | −14.55      | 20.5        | IC 342/Maffei Group          |                                                                           |
| —    |     | KKH 11 (ZOAG G135.74-04.53)                        | dE/N           | 9.78                | 3.0                 | −13.35      | 16.2        | IC 342/Maffei Group          |                                                                           |
| —    |     | KKH 12                                             | Ir             | 9.78                | 3.0                 | −13.03      | 17.8        | IC 342/Maffei Group          |                                                                           |
| —    |     | MB 3                                               | dSph           | 9.78                | 3.0                 | −13.65      | 19.8        | IC 342/Maffei Group          |                                                                           |
| —    |     | MB 1 (KK98 21)                                     | SAB(s)d?       | 9.78                | 3.0                 | −14.81      | 20.5        | IC 342/Maffei Group          |                                                                           |
| —    |     | Maffei 1                                           | S0- pec        | 9.78                | 3.0                 | −18.97      | 11.4        | IC 342/Maffei Group          |                                                                           |
| —    |     | UGCA 92                                            | Im?            | 9.82                | 3.01                |             | 13          | IC 342/Maffei Group          |                                                                           |
| 87   |     | UGC 8651 (DDO 181)                                 | Im             | 9.82                | 3.01                |             | 14.7        | M94 Group                    |                                                                           |
|      |     | ESO274-01                                          |                | 10.1                | 3.09                |             | 11.7        | Centaurus A Group            |                                                                           |
| 89   |     | UGCA 292 (DDO 125)                                 | ImIV-V         | 10.11               | 3.1                 |             | 16.0        | M94 Group                    |                                                                           |
| 90   |     | NGC 3741                                           | ImIII/BCD      | 10.21               | 3.13                |             | 14.3        | M94 Group                    |                                                                           |
| 91   |     | KK98 35                                            | Irr            | 10.31               | 3.16                | −14.30      | 17.2        | IC 342/Maffei Group          |                                                                           |
| 63   |     | HIPASS J1247-77                                    | Im             | 10.31               | 3.16                |             | 17.B        |                              | Aligned with IC 3104                                                      |
| 92   |     | NGC 2366                                           | IB(s)m         | 10.40               | 3.19                |             | 11.43       | M81 group                    |                                                                           |
| —    |     | UGCA 133 (DDO 44)                                  | Im             | 10.40               | 3.19                |             | 15.54       | M81 group                    |                                                                           |
| —    |     | ESO321-014                                         |                | 10.40               | 3.19                |             | 15.16       | Centaurus A Group            |                                                                           |
| 94   |     | UGC 8833                                           | Im             | 10.41               | 3.19                |             | 16.5        | M94 Group                    |                                                                           |
| 95   |     | UGC 4483                                           | BlueCG         | 10.47               | 3.21                |             | 15.2        | M81 group                    |                                                                           |
| 88   |     | NGC 404                                            | SA(s)0-:       | 10.56               | 3.24                | −16.61      | 11.21       |                              | 'Mirach's Ghost'                                                          |
| 96   |     | UGCA 105                                           | Im?            | 10.63               | 3.26                | −16.81      | 13.9        | IC 342/Maffei Group          |                                                                           |
| 97   |     | IC 342                                             | SAB(rs)cd      | 10.70               | 3.28                | −20.69      | 9.37        | IC 342/Maffei Group          | "the hidden galaxy"                                                       |
| 98   |     | Cas 1 (KK98 19)                                    | dwarf Irr      | 10.76               | 3.3                 | −16.70      | 16.38       | IC 342/Maffei Group          |                                                                           |
| —    |     | NGC 2403                                           | SAB(s)cd HII   | 10.76               | 3.30                | −19.29      | 8.93        | M81 group                    |                                                                           |
| 100  |     | Camelopardalis B                                   | Irr            | 10.80               | 3.31                | −11.85      | 16.1        | IC 342/Maffei Group          |                                                                           |
| 101  |     | UGCA 015 (DDO 6)                                   | IB(s)m         | 10.90               | 3.34                | −12.50      | 15.19       | Sculptor group               |                                                                           |
| 58   |     | NGC 1569 (UGC 03056)                               | IBm;Sbrst      | 10.96               | 3.36                | −18.17      | 11.86       | IC 342/Maffei Group          |                                                                           |
| 75   |     | KKH 37 (Mai 16)                                    | S/Irr          | 11.06               | 3.39                |             | 16.4        | IC 342/Maffei Group          |                                                                           |
| 102  |     | Holmberg II (DDO 50, UGC 4305)                     | Im             | 11.06               | 3.39                |             | 11.1        | M81 group                    |                                                                           |
| 103  |     | NGC 5102                                           | SA0- HII       | 11.09               | 3.40                | −18.08.56   | 10.35       | Centaurus A Group            |                                                                           |
| —    |     | NGC 5237                                           |                | 11.09               | 3.40;               |             |             | Centaurus A Group            |                                                                           |
| —    |     | ESO325-11                                          |                | 11.09               | 3.40;               |             |             | Centaurus A Group            |                                                                           |
| 104  |     | ESO 540-030 (KDG 2)                                | IABm           | 11.10               | 3.40                | −11.39      | 16.45       | Sculptor group               |                                                                           |
| 105  |     | FM2000 1                                           | dSph?          | 11.15               | 3.42                |             | 17.5        | M81 group                    |                                                                           |
| —    |     | ESO 540-032                                        | IAB(s)m pec:   | 11.15               | 3.42                | −11.32      | 16.55       | Sculptor group               |                                                                           |
| 107  |     | NGC 1560                                           | SA(s)d HII     | 11.25               | 3.45                | −16.87      | 12.16       | IC 342/Maffei Group          |                                                                           |
| —    |     | ESO 383-087 (ISG 39)                               | SB(s)dm        |                     | 3.45                | −15.16      | 11.03       | Centaurus A Group            |                                                                           |
| —    |     | NGC 5206                                           |                | 11.3                | 3.47;               |             |             | Centaurus A Group            |                                                                           |
| —    |     | KK 179 (ESO269-37)                                 |                |                     | 3.48;               |             |             | Centaurus A Group            |                                                                           |
| 108  |     | KK98 77                                            | dwarf Sph      | 11.35               | 3.48                |             | 16.2        | M81 group                    |                                                                           |
| 109  |     | DDO 71                                             | Im             | 11.42               | 3.50                |             | 18          | M81 group                    |                                                                           |
| 110  |     | M82                                                | I0;Sbrst HII   | 11.51               | 3.53                | −19.63      | 9.30        | M81 group                    |                                                                           |
| 111  |     | ESO 269-66 (KK98 190)                              | dE,N           | 11.55               | 3.54                | −13.56      | 14.11       | Centaurus A Group            |                                                                           |
| 112  |     | M81 Dwarf A (KDG 52)                               | I?             | 11.58               | 3.55                | −11.49      | 16.5        | M81 group                    |                                                                           |
| 113  |     | NGC 2976                                           | SAc pec HII    | 11.61               | 3.56                | −17.1       | 10.82       | M81 group                    |                                                                           |
| —    |     | UGC 4459 (DDO 53)                                  | Im             | 11.61               | 3.56                | −13.37      | 14.48       | M81 group                    |                                                                           |
| 115  |     | NGC 4945                                           | SB(s)cd:sp     | 11.70               | 3.59                | −20.51      | 9.3         | Centaurus A Group            |                                                                           |
| #    |     | Galaxie                                            | Tip            | Depărtare de Pământ | Depărtare de Pământ | Magnitudine | Magnitudine | Membru al grupului           | Note                                                                      |
| #    | Mal | Galaxie                                            | Tip            | Mpc                 | M                   | m           |             | Membru al grupului           | Note                                                                      |